# Johannes Fries

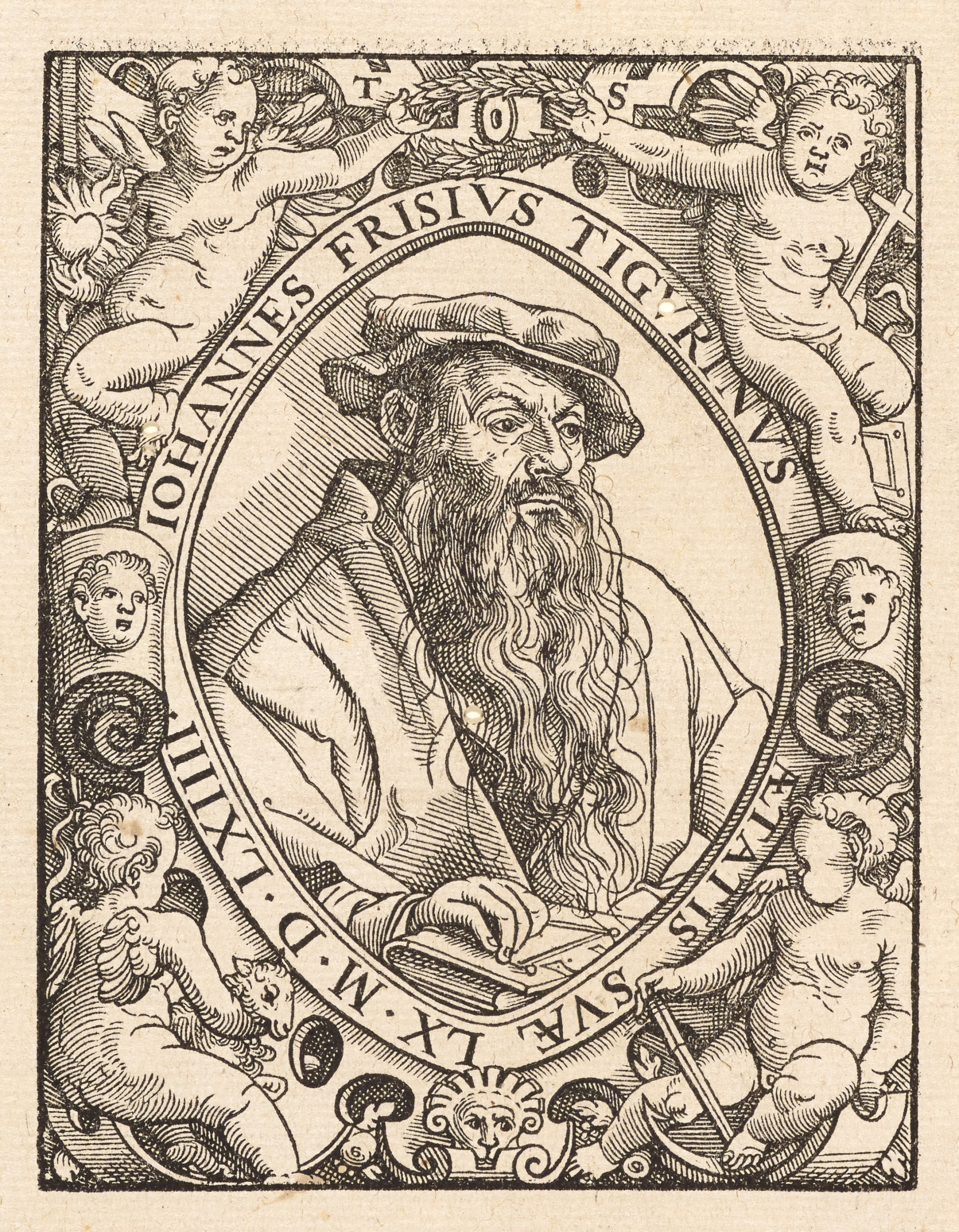
Tobias Stimmer: Bildnis des Johannes Fries, 1568 (Holzschnitt, Kunstmuseum Basel)

Johannes Fries (* 1505 in Greifensee; † 28. Januar 1565 in Zürich), latinisiert Johannes Frisius, war ein Schweizer reformierter Theologe, Pädagoge und Lexikograph. 

## Leben
Unterstützt und gefördert vom Reformator Huldrych Zwingli, studierte Fries zwischen 1527 und 1531 am Kolleg des Grossmünsters zu Zürich. Nach Zwinglis Tod folgte von 1533 bis Anfang 1536 in Paris und Bourges das Studium der Artes. Nach Erreichen des Bakkalaureus artium betraute man ihn 1536 mit einem Lehrauftrag an der Lateinschule von Basel. 
1537 wechselte Fries als Schulmeister an das Benediktinerinnenstift am Zürcher Fraumünster. Dort blieb er bis 1547 und wechselte dann an die Grossmünsterschule, wo er bis 1563 wirkte. 1557 berief ihn der Rat der Stadt Zürich zum Chorherrn, wodurch er in den Genuss einer Pfrund gelangte.

## Werk
Fries publizierte 1552 mit seiner Synopsis isagoges musicae eine Einführung in die Musik; 1561 erschienen seine Annotationes in Virgilii Bucolica et Georgica. Er war überdies massgeblich (auch als Übersetzer) an der Zürcher Bibel beteiligt. Zudem besorgte er lateinisch-deutsche Textausgaben von Cato, Cicero und Sulpitius Verulanus, die speziell für Schüler bestimmt waren.
Innerhalb von eineinhalb Jahrzehnten veröffentlichte Fries vier Wörterbücher, welche die zweisprachigen Wörterbücher von Robert Estienne zum Vorbild hatten: 
- 1541 (zusammen mit dem Humanisten und Zwingli-Unterstützer[1] Peter Kolin) das lateinisch-deutsche Dictionarium Latinogermanicum,
- 1548 das lateinisch-französisch-deutsche Dictionariolum puerorum tribus linguis Latina, Gallica, & Germanica conscriptum,
- 1556 das Dictionarium Latino-Germanicum (der sogenannte «grosse Fries») und ein halbes Jahr später
- 1556 das Novum Dictionariolum puerorum Latinogermanicum (der sogenannte «kleine Fries»).

Der «Grosse Fries» war Fries’ Hauptwerk und stellte eine Neubearbeitung des Wörterbuchs von 1541 dar, die aber von ihm allein vorgenommen wurde, da Kolin schon 1542 an der Pest verstorben war. Das Wörterbuch bildete seinerseits die Grundlage für Josua Maalers Werk Die Teütsch spraach.